# Alavanca (guitarra)
A alavanca (em inglês: whammy bar, tremolo, vibrato, vibrola ou wigglestick), é um acessório usado em guitarras para alterar a afinação das cordas de acordo com a velocidade da música.

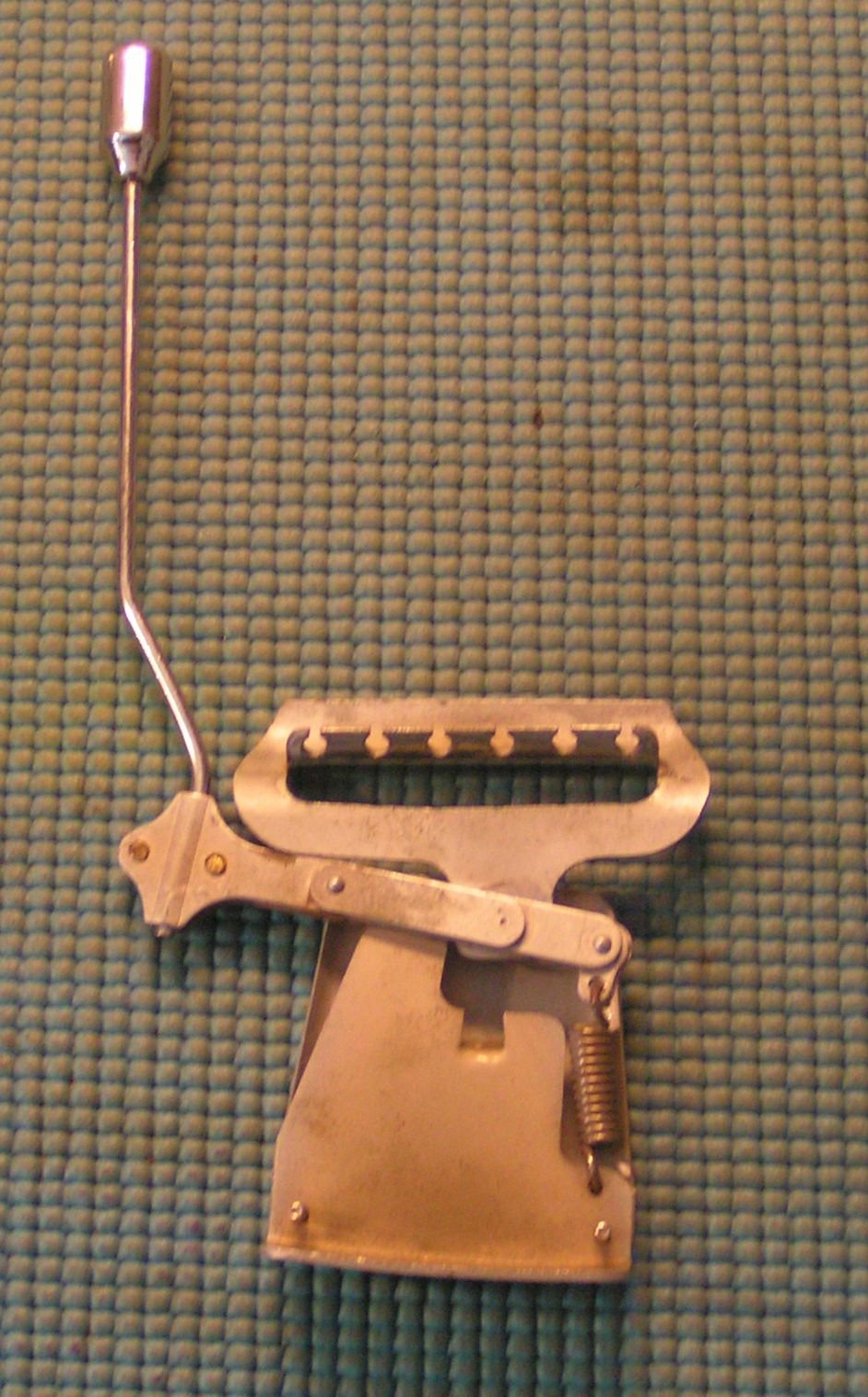
Uma ponte com alavanca vista de trás

## Funcionamento
A alavanca é um braço de metal que é preso à ponte (mecanismo situado na parte inferior do corpo da guitarra, abaixo dos captadores, onde as cordas são presas ao corpo do instrumento), fazendo com que seu manuseio resulte na alteração do tom de todas as cordas de uma só vez, tornando assim capaz a produção de diversos efeitos sonoros com o instrumento. Os efeitos sonoros variam de acordo com a velocidade que o guitarrista manuseia o mecanismo, criando um efeito chamado de "pitch bend".
A maioria das alavancas são capazes apenas de diminuir o tom, no entanto, alguns modelos de ponte flutuante como o modelo Floyd Rose, são capazes de aumentarem o tom, para isso, basta empurrar a alavanca até esta encostar no corpo do instrumento.